# 查普爾 (喬治亞州)
查普爾（英語：Chappel）是位於美國喬治亞州拉馬爾縣的一個非建制地區。該地的面積和人口皆未知。

## 地理
查普爾的座標為33°10′40″N 84°05′51″W / 33.17778°N 84.09750°W，而該地的平均海拔高度為194米（即636英尺）。